# مختار غیازه
مختار غیازه (انگلیسی: Mokhtar Ghyaza؛ زادهٔ ۱۵ نوامبر ۱۹۸۶) بازیکن بسکتبال اهل تونس است.
وی در مسابقات کشوری و بین‌المللی در مجموع برندهٔ ۲ مدال طلا، ۱ مدال برنز شده‌است.